# حيوانات متوسطة
حيوانات متوسطة أو الحَيَواناتُ الأَواسِط أو المِيزوزُوا (الاسم العلمي: Mesozoa)، حيوانات طفيلية تشبه الدودة من اللافقاريات البحرية. تتألف من طبقةٍ خلويةٍ خارجية مُهدبة تضم واحدة أو أكثر من الخلايا التناسلية.